# 穴蝰
穴蝰是蛇亞目穴蝰科下的一個有毒蛇種，主要分布於非洲。目前未有任何亞種。

## 特徵
穴蝰體長平均有30至50公分，最長紀錄為70公分。身體普遍顏色偏褐紫色、灰色或黑色，腹部呈棕色或白色，表皮遍佈斑點。牠們主要聚居於半沙漠、熱帶草原與及林木地帶。

## 地理分布
穴蝰主要分布於南非、納米比亞中部、剛果共和國、烏干達、坦桑尼亞東部、肯雅海岸與及索馬里的南部海岸等地區。

## 毒性
穴蝰擁有強烈毒性，不過毒素分泌量並不多。在很多地區都發生過穴蝰咬人事件，有不少人並不了解穴蝰可以在被人箝制頸部的情況下依然能向對方作出咬擊。被穴蝰所咬後的中毒徵狀主要有痛楚、傷口腫脹、起泡、肌肉壞死與及部分區域出現淋巴結病。不過至目前為止，仍未有人類被穴蝰咬擊致死的個案紀錄。

## 備註
1. ↑  Wagner, P.; Branch, W.R.; Safari, I.; Chenga, J. . The IUCN Red List of Threatened Species. 2021, 2021: e.T17364176A17364197  [23 July 2023]. doi:10.2305/IUCN.UK.2021-2.RLTS.T17364176A17364197.en .
2. ↑  . ITIS.   [5 September 2007].
3. 1 2 3  Spawls S、Branch B：《The Dangerous Snakes of Africa. Ralph Curtis Books》頁192，杜拜：Oriental Press，1995年。ISBN 0-88359-029-8

## 外部連結
- （英文）TIGR爬蟲類資料庫：穴蝰